# Równina Czaśnicka
Równina Czasznicka (biał. Чашніцкая раўніна; 842.6) — równina na południu Pojezierza Białoruskiego. Leży w obwodzie witebskim, w rejonie czaśnickim, na południu rejonu bieszenkowickiego oraz północy i zachodzie rejonu sienneńskiego. Na północy graniczy z Równiną Połocką, na wschodzie z Wysoczyzną Witebską i Równiną Łuczeską, na południu z Wysoczyzną Orszańską, na południowym zachodzie i zachodzie z Równiną Górnoberezyńską i Wysoczyzną Uszacko-Lepelską.
Rozciągłość z zachodu na wschód 40-72 km, z południa na północ od 30 do 70 km, powierzchnia 2,5 tys. km². Wysokości 140-160 m, wysokość maksymalna 192 m (w części południowej).
W formowaniu równiny brały udział lodowce 5 zlodowaceń. Największy wpływ miały lodowce 2 ostatnich zlodowaceń. Północna część jest pofalowana. Na południu i południowym wschodzie równina jest pagórkowata, pocięta licznymi zagłębieniami, nieckami jezior, wokół których znajdują się ozy i kemy.
Zasoby naturalne: łatwo topliwe gliny, pospółki, torf, muły.
Rzeki należą do dorzecza Dźwiny: Ułła z dopływami Uświejka, Świaczanka, Łukomka, Krywinka z Biarozką, Obolanka. Liczne jeziora, największe z nich to: Żeryńskie, Saro, Sienno, Biarozowskie.

## Literatura
- Чашніцкая раўніна // Геаграфія Беларусі: энцыклапедычны даведнік/ рэд. кал. Л.В. Казлоўская [і інш.]. — Мн., 1992. — С. 77—78.(biał.)
- Чашникская равнина // Туристская энциклопедия Беларуси / редкол. Г.П. Пашков [и др.] ; под общ. ред. И.И. Пирожника. — Мн., 2007. — 648 с. ISBN 978-985-11-0384-9(ros.)